# Отвъд кориците
Отвъд кориците е български литературен клуб, създаден през 2014 г.

## История
Организацията е създадена през ноември 2014 г. от Денис Олегов и Божидар Иванов, като целта е да се даде трибуна на млади поети и писатели. Клубът започва да организира ежемесечни срещи под формата на дискусии и да провокира учащите да размишляват върху това, което четат. Сред първите събития са литературното четене „С/мисъл“ през април 2016 г. и среща с поета Петър Чухов.
През октомври 2016 г. клубът е част от програмата по случай рождения ден на Столична библиотека. През януари 2017 г. клубът отпразнува втория си рожден ден, като освен прохождащи имена, участват и автори като Петър Чухов, Тео Буковски, Иван Русланов, Доротея Луканова, Анна Христова и Таня Николова.
От септември 2017 г. стартира и електронната платформа „Отвъд кориците“, чиято цел е да представя некомерсиална литература. Клубът също участва в модното ревю на дизайнера Александър Кирчев, което съвместява дефиле с литературно четене на класически български произведения.
През януари 2018 г. клубът празнува третия си рожден ден, а през лятото на същата година най-доброто от публикациите в сайта е издадено под формата на онлайн антология – „Отвъд кориците. Година първа“, като в издаднието участват 27 автори.
През август 2018 г. клубът провежда първото си турне с четения в Панагюрище, Пловдив и Велико Търново. В началото на 2019 г. към екипа на клуба се присъединяват писателите Доротея Луканова, Валентин Попов и Първан Киров (до август същата година). През август 2019 г. по идея на Ивайло Диманов е проведена съвместна литературна вечер със сайта TetraDkaTa.com.
През януари 2020 г. е отбелязана петата годишнина на клуба с литературна вечер с участието на Богомила Найденова, Валентин Попов, Александър Цонков, Николай Николов – Козия, Цветелина Александрова, Ана Цанкова, Георги Славов, Райчо Русев, Петър Чухов, Хайри Хамдан, Ивайло Диманов, Георги Константинов.
През есента на 2020 г. е обявен независимият книжен фестивал „Eunoia LitFest“, който е ориентиран към автори, които сами издават книгите си. Първото му издание се провежда на 28 и 29 юни 2021 г. Специални гости са поетът Николай Милчев и писателят Радослав Гизгинджиев.
На 1 май 2024 г. Отвъд кориците представя своя юбилеен брой с най-доброто от сайта.

## Идеи
Клубът възниква „от млади хора за млади хора“, като целевата група са ученици и студенти. Въпреки това клубът обединява автори от различни възрасти и според манифеста си цели „запазване изгубената чистота и красота на изкуството, както и изразяване на мислещи и обмислени идеи в него“.